# Holly Throsby
Holly Throsby est une auteur-compositeur-interprète australienne, née le 28 décembre 1978, à Sydney.

## Discographie

### Albums
- On Nights [CD], 2004.
- Under the Town, [CD], 2006.
- Loud Call, [CD], 2008.
- Team, Fev 2011
- After A Time, 2017